# Flamingo (bande dessinée)
Pour les articles homonymes, voir Flamingo.
Flamingo est une série de bande dessinée.
- Scénario : Luca Blengino, Luca Erbetta (tome 3)
- Dessins : Scampini
- Couleurs : Vincenzo Riccardi

## Albums
- Tome 1 : Tant qu'ils continuent à se lever (2007)
- Tome 2 : Genova Blues (2007)
- Tome 3 : Le Dernier Légionnaire (2007)

## Publication

### Éditeurs
- Delcourt (Collection Impact) : Tomes 1 à 3 (première édition des tomes 1 à 3).